# デリー・ガールズ 〜アイルランド青春物語〜
『デリー・ガールズ 〜アイルランド青春物語〜』（Derry Girls）は、リサ・マッギーの原案・脚本・プロデュースによるイギリスのテレビコメディ。ハット・トリック・プロダクション制作。1990年代の北アイルランド・デリーを舞台にしている。シーズン1は2018年1月および2月にチャンネル4で放送され、2018年12月からNetflixで配信。シーズン2は2019年3月6日から放送、2019年8月からNetflixで配信。シーズン3は2022年4月12日から放送、2022年10月からNetflixで配信。

## あらすじ
エリン、彼女の従姉妹オーラ、親友のクレアとミシェル、ミシェルのイギリス人の従兄弟・ジェームズの仲良し5人組がカトリックの女子高に通いながら様々なトラブルと直面し成長していくコメディドラマ。
エリンは父親のジェリー、母親のマリー、幼い妹、マリーの妹・サラ、サラの娘オーラ、そして母方の祖父・ジョーと暮らしている。
ジェームズはミシェルの従兄弟で、彼の母親・キャシーは以前ロンドンで彼を育てていたが、離婚の際に彼をデリーに置き去りにしたので、ミシェルの母親・デライラに引き取られ彼女らと暮らすことになった。

## キャスト

### メイン
エリン・クイン
演 - シアーシャ＝モニカ・ジャクソン
物語の主人公。様々な事象に疑問を抱く。ひねくれて理屈っぽい。
オーラ・マックール
演 - ルイーザ・ハーランド
エリンの従姉妹。変人でマイペース。エリンのプライベートタイムに土足で踏み込む。
クレア・デブリン
演 - ニコラ・コクラン
エリンの親友。背が低くぽっちゃりで、特徴的な甲高い声でまくし立てる。
ミシェル・マロン
演 - ジェイミー・リー・オドネル
エリンの友人。大柄でがさつな性格。従兄弟のジェームズを邪険にする。
ジェームズ・マグワイア
演 - ディラン・ルウェリン
ミシェルの従兄弟。気が弱い。イングランド出身。女子高唯一の男子生徒だが、ゲイ扱いされている。
マリー・クイン
演 - タラ・リーン
エリンの母。小太りで気が強く、エリンとは度々衝突する。
サラ・マグワイア
演 - キャシー・キエラクラーク
エリンの叔母・オーラの母親でマリーの妹。オーラと同じくマイペースである。
シスター・マイケル
演 - シボーン・マクスウェニー
エリンの高校教師で、つい本音が漏れ出すふくよかなモンスターシスター。
ジェリー・クイン
演 - トミー・ティアマン
エリンの父親。妻・マリーに尻に敷かれる。義父・ジョーにはいつも馬鹿にされている。
ジョー・マックール
演 - イアン・マッケルヒニー
エリンの祖父・マリーの父。義理の息子・ジェリーを快く思っていない。
ジェニー・ジョイス
演 - リー・オルーク
おさげ髪の学校の優等生。エリン達には表向き友好的に振るまう。

### ゲスト
アイスリング
演 - ベッキー・ヘンダーソン
ミス・ムーニー
演 - クレア・ラファーティ
エリンの学校教師。
デライラ・マローン
演 - アマンダ・クローリー
ミシェルの母親でマリーの友人。ジェームズを引き取った。
アンクル・コーム
演 - ケビン・マカリアー
デニス
演 - ポール・マローン

## エピソード

### シーズン1
| 話数 | あらすじ |
| ---- | --- |
| 1    | 近所の橋で爆弾が見つかったことにより、高校生活に怖気づくエリン、クレア、ミシェル、オーラ、ジェームズの5人組に、初日早々思わぬ事件が起きる。 |
| 2    | パリへの修学旅行費を払えないことを知り、費用を捻出するためアルバイトを探す5人。だが、その努力虚しく、目論見は煙のごとく消え失せる。         |
| 3    | 大切な試験の日。犬を追いかけて教会にたどり着いた5人は、奇跡を見たと大興奮。さらに、神がかり的に素敵な神父が登場し事態は思わぬ方向に。       |
| 4    | ウクライナからの避難民を受け入れたことでエリンのペースは乱れるが、ジェームズは嬉しそう。ジョーに女友達が出来たことが気に入らない娘2人。     |
| 5    | 毎年問題を起こしている地元のパレードを避けるため、町を出る一行。だが、ある「密航者」がいたことで、旅路に不穏な影がさし始める。              |
| 6    | スクールマガジンで大役を務めたエリンの頑張りは功罪相半ばする結果となり、驚きの事実が明らかになる。オーラが学校のタレントショーに出場する。  |

### シーズン2
| 話数 | あらすじ |
| ---- | --- |
| 1    | プロテスタント系男子校との交流会に生徒たちは張り切るが、思い通りにいかないことばかり…。借りたボウルにこだわるママのマリー。              |
| 2    | 新任教師の情熱的な指導に影響されるエリンと仲間たち。映画鑑賞を中断せざるを得なかったマリーは、話の結末が気になってしかたない。           |
| 3    | 親にウソをついて、ベルファストで開催されるコンサートに出かける５人。だが、白クマの脱走騒ぎも相まって、行く先々でトラブルに見舞われる。   |
| 4    | 結婚式で腹を立てたマリーの行動が、悲惨な出来事を引き起こす。ミシェルがお通夜にハッパ入りスコーンを持ってきて、5人はその処分に大慌て。    |
| 5    | 学校に転校生がやって来る。卒業パーティーの代わりに開かれるプロムの準備に振り回される5人。その上、大変な騒ぎに巻き込まれることに。        |
| 6    | クリントン米大統領のデリー訪問に町全体が浮かれる中、ジェームズの母親が突然やってきて、エリンたち4人にとってそれどころではない出来事が…。 |

## 制作
撮影は北アイルランドで行われ、ほとんどのシーンはデリーとベルファストで撮影されている。
この番組は、シーズン1のパイロットが放送された直後にシーズン2が更新された。『テッド神父』以来チャンネル4で最も成功したコメディである。
シーズン2は2018年10月に制作スタート、2019年5月放映開始。2019年4月9日には、シーズン2の最終話以後、シーズン3の制作が発表されている。
その後、2021年9月28日にシーズン3がファイナルシーズンになる事が発表された。

## 批評
『デリー・ガールズ』は批評家の称賛を受けている。Rotten Tomatoesでは、シーズン1は21人の批評家からのレビューで100%の高評価、シーズン2は15人の批評家からのレビューで93%の高評価を得ている。
『デリー・ガールズ』は2002年以来、北アイルランドで最も視聴されたシリーズであり、視聴者の64.2%のシェアで519000人以上に視聴された。アイリッシュ・タイムズのジャーナリスト・Una Mullallyは「『デリー・ガールズ』の脚本は最高でパフォーマンスも完璧、キャスティングも素晴らしい」と称賛した。
2018年1月11日の第1話放送直後、シーズン2の更新が決定。各エピソードは200万人以上が視聴した。
シーズン1放送後、イギリスの大手新聞社『ガーディアン』のBarbara Ellenは、『デリー・ガールズ』を『思春期真っ只中』『テッド神父』『バッド・エデュケーション』のような、イギリスのTVドラマの良作の誕生だと評した。
2018年7月31日、番組は『Inside No. 9』との激しい戦いの末、ラジオ・タイムズコメディチャンピオン賞を受賞。『デリー・ガールズ』は462,946票を獲得し、『Inside No. 9』は461,140を獲得した。2018年IFTA Gala Television Awardsで、『デリー・ガールズ』はBest Comedyを受賞し、Lisa McGeeがBest Writer - Comedy / Soapを受賞した。
Netflixでは2018年12月21日にシーズン1が全世界に向け配信開始。2019年8月2日にシーズン2が配信開始。

### 受賞
| 年   | アワード                        | カテゴリー                       | ノミネート                     | 結果       |
| ---- | ------------------------------- | -------------------------------- | ------------------------------ | ---------- |
| 2018 | IFTA Gala Television Awards     | 最優秀女優賞                     | シアーシャ＝モニカ・ジャクソン | ノミネート |
| 2018 | IFTA Gala Television Awards     | 最優秀男優賞                     | トミー・ティアマン             | ノミネート |
| 2018 | IFTA Gala Television Awards     | ベストコメディ賞                 | 『デリー・ガールズ』           | 受賞       |
| 2018 | IFTA Gala Television Awards     | ベスト脚本賞・ソープコメディ部門 | リサ・マッギー                 | 受賞       |
| 2018 | British Screenwriters’ Awards   | ベストテレビ脚本賞・コメディ部門 | リサ・マッギー                 | 受賞       |
| 2019 | Royal Television Society Awards | ベスト脚本賞・コメディ部門       | 『デリー・ガールズ』           | 受賞       |
| 2019 | Royal Television Society Awards | ベスト脚本賞・コメディ部門       | リサ・マッギー                 | ノミネート |
| 2019 | BAFTA TV Awards                 | ベスト脚本賞・コメディ部門       | 『デリー・ガールズ』           | ノミネート |